# 荻田勝定
荻田 勝定（おぎた かつさだ）は安土桃山時代から江戸時代の武士、越前福井藩士、のち越後高田藩士。荻田長繁の子。男性。子に荻田隼人、孫に越後騒動中心人物の荻田本繁がいる。

## 経歴
父の長繁は上杉景勝に仕えたが、嫡男・孫市の失態を理由に一族もろとも追放の憂き目に遭った。1598年（慶長3年）ころ結城秀康に仕官し、このころ勝定が生まれた。
1615年（慶長20年）、大坂夏の陣に従軍し、父と共に戦功を挙げた。1623年（元和9年）、松平忠直（秀康の嫡男）が改易されると、忠直の嫡男・仙千代に従い、越後高田に移った。1624年（寛永元年）、長繁が糸魚川城城代となり、翌年、長繁の隠居により家督を継いだ。
領内の御前山村と市野々村はかねてから山の境界を争っており、上杉景勝支配時代の1588年（天正16年）に山公事により、直江兼続の裁許で神意を問い、御前山村勝訴となっていた。御前山村では領主が代わるたびに、勝訴の有効を確認する安堵状を発行して貰っていた。景勝に続いて領主となった堀秀治も追認していたため、新領主である勝定は1626年（寛永3年）、「羽柴久太郎（堀秀治）殿代より、有り来たりの如く、申し付くべきものなり」と同様の安堵状を出した。御前山村では、百姓7人が兼続の裁許状と勝定の安堵状を一幅の掛け軸にして七人待の祭事を行ったという（糸魚川歴史民俗資料館所蔵「七人待掛軸文書」）。
1635年（寛永12年）、死去した。